# Letalonosilke razreda Admiral Kuznjecov
Razred Admiral Kuznjecov (rusko Проект 1143.5, Projekt 1143.5) je razred treh letalonosilk Sovjetske, Ruske in Kitajske vojne mornarice. To so največje letalonosilke, ki so bile izdelane za Sovjetsko vojno mornarico.

## Zgodovina
Razred je bil konstruiran v sanktpeterburškem Nevskem projektno-konstruktorskem biroju pod vodstvom glavnih konstruktorjev J. Sergejeva in Leva Bjelova. V letih 1982 in 1985 sta bila v Črnomorski ladjedelnici 444 položena gredlja dveh ladij: Admiral flota Sovjetskogo sojuza Kuznjecov in Varjag. Prva je bila dokončana v Sovjetski zvezi in leta 1991 predana Severni floti, druga pa je bila prodana nedokončana iz Ukrajine na Kitajsko, kjer je bila dokončana v Ladjedelnici Daljan leta 2012 kot letalonosilka Ljaoning. Po njenem vzoru je Kitajska med letoma 2015 in 2019 v Ladjedelnici Daljan z manjšimi spremembami izdelala še tretjo letalonosilko v razredu, Šandong.
Rusija letalonosilke označuje kot težka letalonosilna križarka (rusko Тяжелый авианесущий крейсер, Tjažolij avianesuščij krejser – TAKR ali TAVKR). Namenjene so zagotavljanju zračne podpore Ruski vojni mornarici v boju z udarnimi skupinami ameriških jedrskih letalonosilk in za obrambo bastijonov. Za razliko od ameriških superletalonosilk, ki poleg letal nimajo skoraj nobenega orožja, ima ruska letalonosilka velik nabor oborožitve, kot so manevrirne rakete za zračno obrambo in protiladijske rakete. Oborožena je s težkimi protiladijskimi raketami P-700 Granit in raketami površina-zrak 3K95 Kinžal. Za zadnjo linijo obrambe ima Kortik CIWS s parom Gatlingovih topov in sistemom 9M311 Tunguska. Za protipodmorniško bojevanje je opremljena s sistemom UDAV-1.
Druga razlika je od ameriških letalonosilk je, da ruske letalonosilke nimajo katapulta za letala in uporabljajo tako imenovano »smučarsko skakalnico«, ki olajša vzlet.
Ladje poganja osem kotlov in štiri parne turbine – vsaka z močjo 50.000 KM. Imajo štiri propelerje s fiksnim krakom. Največja hitrost je 29 vozlov (54 km/h), doseg pri največji hitrosti pa 6100 km. Pri ekonomični vožnji s hitrostjo 18 vozlov je doseg povečan na 13.700 km.
Letalonosilke imajo kapaciteto za največ 33 letal in 12 helikopterjev. 

### Admiral Kuznjecov
Na Admiralu Kuznjecovu je bilo glavno bojno letalo sprva Su-33, leta 2015 pa ga je zamenjalo letalo MiG-29K. Ima tudi helikopterje za protipodmorniško bojevanje in iskanje in reševanje. Letalska paluba obsega 14.700 m2 in ima tudi »smučarsko skakalnico«, ki je nagnjena za 12°. Letalonosilke uporabljajo nastavitev STOBAR (Short Take-Off But Arrested Recovery) – kratek vzlet in pristanek s pomočjo zaviralnih žic. Su-33 lahko vzleti tudi s samo 105 m dolge steze, čeprav je paluba letalonosilke skoraj trikrat daljša. Ima 12 nosilcev za orožje s kapaciteto 6500 kg tovora. Letalonosilke imajo dve dvigali za letala, prednje in zadnje.
Admiral Kuznjecov je ognjeni krst doživel leta 2016 z operacijo v sirski državljanski vojni na vzhodu Sredozemskega morja. Spremljala ga je križarka Pjotr Veliki  razreda Orlan. Pod poveljstvom kapitana 1. stopnje Sergeja Artamonova so letala z letalonosilke napadala cilje Islamske države, pri čemer sta bili dve letali izgubljeni zaradi težav z zaviralnimi žicami pri pristanku (oba pilota sta bila rešena). Ladja je bila nato poslana na modernizacijo v Murmansk. Tokom del je 30. oktobra 2018 v nesreči potonil plavajoči dok PD-50, v katerem je bil Admiral Kuznjecov, 12. decembra 2019 pa je ladja doživela še požar. Namesto plavajočega doka je bil zgrajen novi suhi dok, ki je bil dokončan spomladi 2022 in 20. maja 2022 je Admiral Kuznjecov vstopil vanj. 27. julija 2022 je bil suhi dok izpraznjen, nakar so se popravila letalonosilke lahko začela. 15. junija 2022 je predsednik Združene ladjedelniške korporacije Aleksej Rahmanov sporočil, da je bila vrnitev Admirala Kuznjecova v vojno mornarico preložena na začetek leta 2024. Med modernizacijo bodo odstranjene izstrelilne celice raket P-700 Granit, dodane pa bodo rakete za zračno obrambo kratkega dosega Pancir-S1.

## Enote
| Ime                                                     | Gredelj položen  | Splavljena       | Predana            | Stanje                                           |
| ------------------------------------------------------- | ---------------- | ---------------- | ------------------ | ------------------------------------------------ |
| Admiral Kuznjecov (prej Riga, Leonid Brežnjev, Tbilisi) | 1. april 1982    | 6. december 1985 | 25. december 1990  | V remontu, del ruske Severne flote               |
| Ljaoning (prej Riga, Varjag)                            | 6. december 1985 | 4. december 1988 | 25. september 2012 | Aktivna v Severni floti Kitajske vojne mornarice |
| Šandong                                                 | marec 2015       | 26. april 2017   | 17. december 2019  | Aktivna v Južni floti Kitajske vojne mornarice   |